# 북정초등학교
북정초등학교는 대한민국 경상남도 양산시에 있는 초등학교다.

## 연혁
- 2006. 03. 01 삼성, 양산, 신기초등학교에서 분리, 12개 학급 개교
- 2009. 03. 01 도지정 사회과연구학교 선정
- 2009. 03. 01 북정초등학교 병설유치원 개교
- 2010. 03. 01 도지정 2009개정교육과정 시범학교 선정
- 2011. 01. 27 전국 100대 교육과정 우수학교 선정 교육과학기술부 표창
- 2011. 03. 01 경상남도 교육청 지정 EBS교육 시범학교 운영
- 2011. 03. 01 교육과학기술부 지정 창의경영학교(사교육절감형)
- 2012. 03. 01 경상남도교육청 지정 EBS 활용 교육 시범학교 2차년도 운영
- 2012. 03. 01 교육과학기술부 지정 사교육절감형 창의경영학교 2차년도 운영
- 2012. 10. 22 독도사랑 거점학교 운영
- 2013. 03. 01 교육과학기술부 지정 사교육절감형 창의경영학교 3차년도 운영
- 2015. 02. 17 제8회 졸업장 수여식(졸업생 총 583명)
- 2015. 03. 01 제5대 조영선 교장 취임